# Філікі Етерія

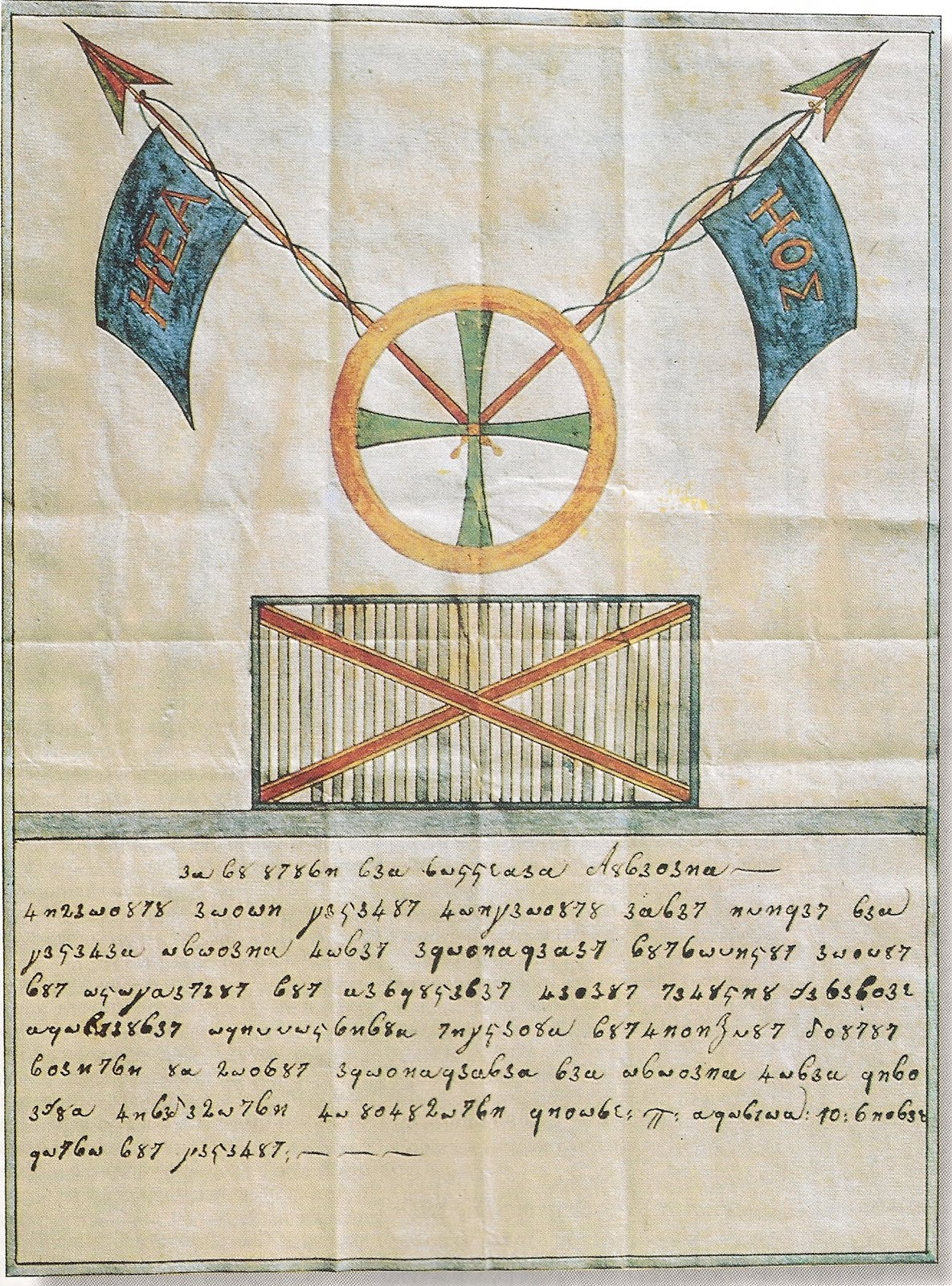
Посвідчення члена «Філікі Етерія»

«Філікі́ Етері́я» (грец. Φιλική Εταιρεία — Спілка друзів) — грецька національна таємна організація, заснована в Одесі у вересні1814 року Ніколаосом Скуфасом, Еммануїлом Ксантосом та Афанасієм Цакаловим, які прагнули звільнити Грецію від османського ярма. Основним своїм завданням етерійці бачили підготовку збройного повстання. 1821 року організація фактично підготувала грецьку національно-визвольну революцію 1821-29 років, після початку якої припинила існування.

## Історія товариства

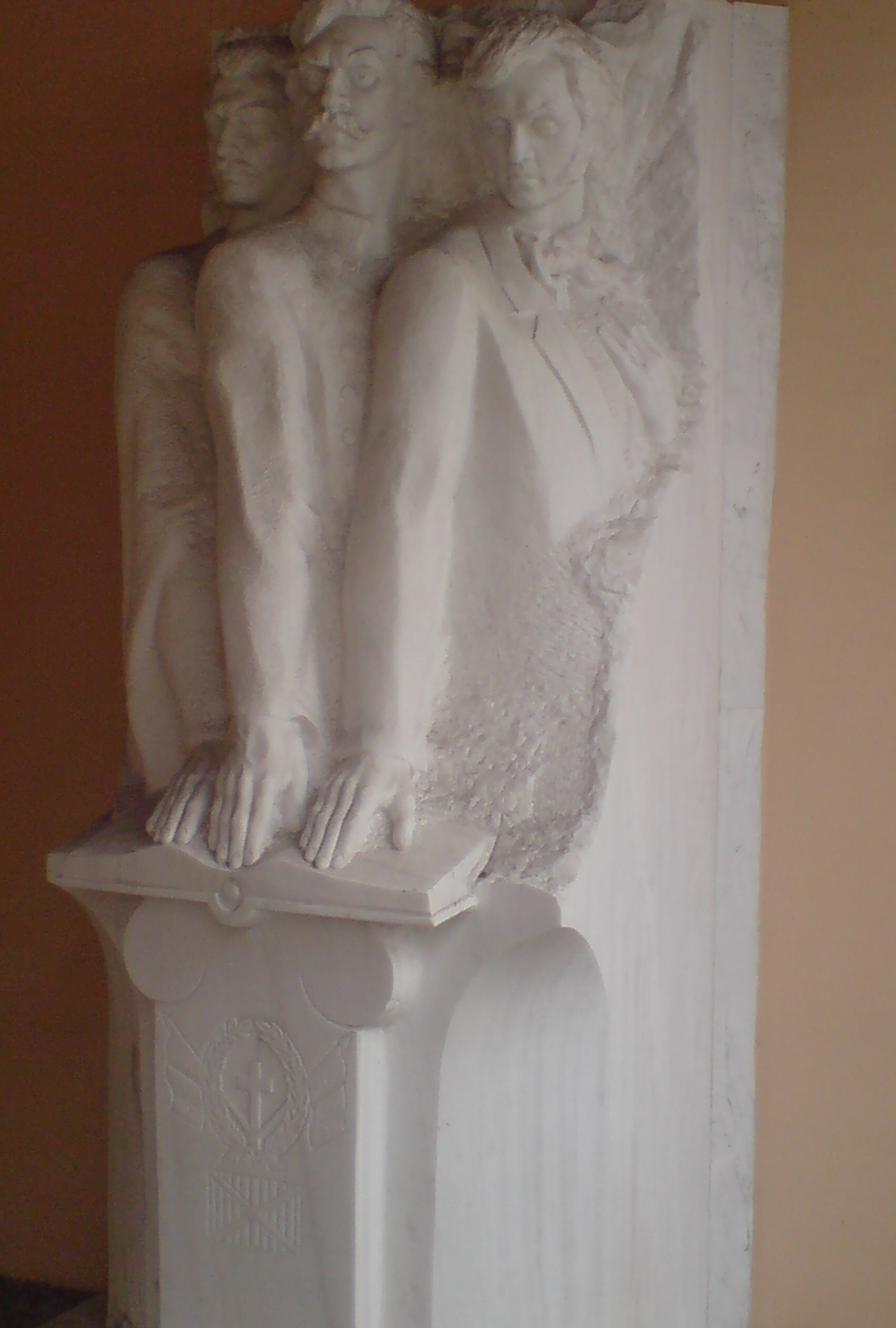
Пам'ятник «Клятва засновників Філікі Етерія» в Одесі, скульптор — В. І. Зноба. Зображені (зліва направо) Еммануїл Ксантос, Ніколаос Скуфас і Атанасіос Цакалоф

### Засновники
Найстаршим серед трьох товаришів і найдосвідченішим був Еммануїл Ксантос, уродженець грецького острова Патмос. З юних років він працював у торговельній конторі в Трієсті, у 1810 вперше відвідав Одесу. 1812—1813 провів у Греції, в цей час на Лефкосі вступив у масонську ложу. У 1813 Еммануїл Ксантос повертається до Одеси, де знайомиться із Ніколаосом Скуфасом та Афанасієм Цакаловим.
Ніколаос Скуфас був уродженцем Епіру, в Одесі він оселився 1813 року через переслідування Алі-паші. Афанасій Цакалов був наймолодшим серед засновників «Філікі Етерія», уродженець Яніни. Його родина також піддавалась переслідуванням османською владою, тому батьки таємно переправили його до Російської імперії. Спершу він завершив навчання в Москві, згодом — у Парижі, де був членом таємної «Кампанії грецької мови». 1814 року він оселився в Одесі.

### Загроза розкриття
1817 року Ніколаос Скуфас і Афанасій Цакалоф виїхали з Російської імперії до Стамбула — «Філікі Етерії» загрожувало розкриття, яке спровокував її член Ніколаос Галатіс, через якого Скуфас передав Іоаннісу Каподистрії пропозицію очолити повстання. Іоанніс Каподистрія, перебуваючи на службі російського імператора, доповів Олександру І про діяльність організації, втім, будучи грецьким патріотом, зробив це з надзвичайною обережністю.
За Галатісом встановили стеження, а в лютому 1817 року заарештували, хоча наприкінці місяця за особистого сприяння Каподистрії, його звільнили з-під варти й вислали в Кишинів у супроводі Георгіоса Левендіса. Останній, також був грецьким патріотом, а також успішним підприємцем та меценатом. Він не лише не перешкоджав діяльності Галатіса, але й сам незабаром став етерійцем. Вплив самого Левендіса надав нового поштовху розвитку організації в Молдові та Валахії. Також Левендіс першим зробив спроби розпочати співпрацю з іншими таємними товариствами на Балканах:
| Російське консульство в Яссах під час керівництва Левендісом у квітні-червні 1817 року фактично перетворилося на штаб-квартиру «Філікі Етерія».[6] |
Вплив Левендіса ставав дедалі все небезпечнішим. Крім того, 1818 року він прибув у Стамбул, де шантажував засновників, вимагаючи гроші й погрожуючи їх видати. Тому його відправили до Греції з дорученням, а там Левендіса вбив етерієць Дімітропулос. Водночас засновники товариства прагнули поширити свою діяльність на всю Грецію, тому 1818 року перенесли центр організації до Стамбула, колонії грецьких емігрантів у країнах Західної Європи, у той час як інші члени організації продовжували вербування офіцерів грецького походження в Російській імперії, найбільш активно — в м. Одесі 1820 року.

### Напередодні повстання
До 1820 року «Філікі Етерія» об'єднувала ремісників, торговців, купців, інтелігенцію, ватажків клефтів і арматолів, деяких видатних фанаріотов тощо. Напередодні революційного виступу в лавах «Філікі Етерія» сформувалися три течії:
- демократична — розвивалась під проводом Ніколаоса Скуфоса під впливом успіху Французької революції. Вважала необхідним спиратись на народні маси, за зразком Рігаса Фереоса. Після смерті Скуфоса провідниками цієї течії були Панайотіс Анагностопулос і Теодорос Колокотроніс;

- консервативно-компромісна — її складали консервативно налаштовані кола буржуазії, які побоювались участі народних мас, оскільки бажали отримати від Грецької революції втілення своїх корисливих інтересів; сподівалась на підтримку європейських держав. Серед її представників — Александрос Маврокордатос, Йон Караджа (Іоанніс Георгіос Каратзас), Іоанніс Орладос тощо;

- реакційна — переважно великі підприємці та землевласники, які виступали проти будь-яких змін, що могли зашкодити їх привілеям; іноді вдавались до спроб підірвати діяльність організації та зірвати підготовку до повстання. Серед представників цієї течії — зокрема брати Іоанніс Нотарас і Пануцос Нотарас тощо.

Наприкінці 1818 року до складу вищої керівної групи «Невидима влада» (грец. Αόρατος Αρχή) входило семеро осіб: Еммануїл Ксантос, Афанасій Цакалоф, Панайотіс Анагностопулос, Панайотіс Секеріс і його брат А. Секеріс, Антоніос Комізопулос, Антімос Газіс. Діяльність «Невидимої влади» перед повстанням набула особливої таємності. Саме тоді «Невидима влада» офіційно просила Іоанніса Каподістрію очолити організацію, сподіваючись нейтралізувати опозицію всередині товариства та здобути принаймні політичну підтримку Російської імперії. 1820 року Еммануїл Ксантос зустрівся із Каподистрією, проте останній відповів відмовою, оскільки був категоричним противником революційного підходу.
Тоді Ксантос звернувся до Олександра Іпсіланті, генерал-майора російської служби. Він прийняв пропозицію і висунув вимогу про одноосібне керівництво «Філікі Етерією» та повстаннями. Відповідну угоду етерійці та Іпсіланті уклали 12 квітня 1820 року в Петербурзі.

#### Погляди й діяльність Іпсіланті
Олександр Іпсіланті вважав Грецію цілком готовою до національно-визвольної війни, оскільки виріс в атмосфері волелюбних російських офіцерів, усі його брати також перебували на російській службі, а його родина була пов'язана з Рігасом Фереосом, ідеологом Грецької революції. Із 1816 року Олександр Іпсіланті був також членом масонської ложі «Трьох чеснот», до складу якої входили провідники декабристського руху Павло Пестель, Сергій Волконський, Сергій Трубецькой, брати Муравйови-Апостоли Іполіт, Матвій та Сергій.
13 жовтня 1820 року Іпсіланті скликав в Ізмаїлі нараду «Філікі Етерія». Оскільки в той час у Північній Греції впродовж 4 місяців точилася боротьба між Алі-пашою та Махмудом ІІ, нарада вирішила розпочати повстання в грудні 1820 року. За відведені два місяці Іпсіланті мав дістатись із Трієсту до півострова Мані й звідти розпочати повстання. Одночасно повстання мало розпочатись в Дунайських князівствах. Розраховувала Етерія й на підтримку сербського князя Милоша Обреновича, який очолював антитурецьке повстання сербів 1815 року. Коли етерійці вже почали підготовку до виконання Ізмаїльських рішень, Олександр Іпсіланті одноосібно змінив план, що, імовірно, спричинила внутрішня боротьба у «Філікі Етерії» між різними угрупуваннями. Тепер Іпсіланті вважав за потрібне спочатку підняти повстання у Дунайських князівствах, а звідти через Македонію пробиватись до Греції.
24 лютого 1821 в Яссах Олександр Іпсіланті звернувся до повстанців у своїй відозві «У бій за віру й батьківщину», після чого сотні патріотів прибули до його табору в Молдові. За місяць повстання поширилось у Греції. Розпочалась Грецька національно-визвольна війна.

## Структура товариства

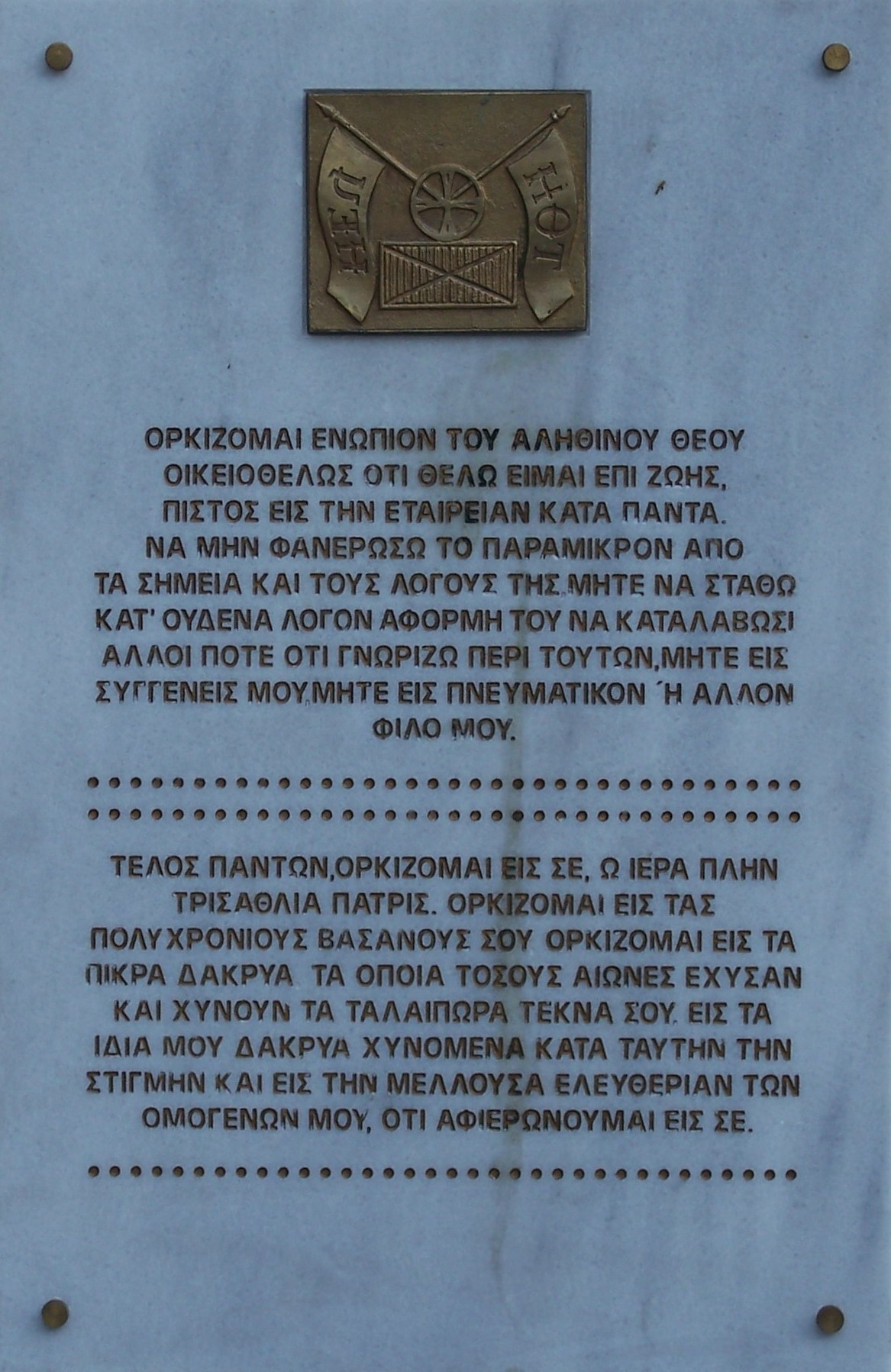
Клятва членів «Філікі Етерія», висічена на пам'ятному камені в Колонакі, Афіни

Ідейним організатором «Філікі Етерія» виступав Еммануїл Ксантос, який мав задум створити спілку за зразком західноєвропейських масонських товариств. Ніколаос Скуфас допомагав йому в розробці проекту, а Афанасій Цакалов вже мав практичні навички в діяльності таємних товариств. Навесні того самого 1814 року розпочалася розробка організаційної структури товариства. Членами «Філікі Етерія» ставали переважно представники дрібної й середньої буржуазії.
Структура «Філікі Етерія» була перейнята у масонів і карбонаріїв. Всі члени залежно від своїх функцій та обов'язків поділялись на чотири ієрархічні класи:
1. брати (грец. αδελφοποιητοί), або вламіди (грец. βλάμηδες);
2. рекомендовані (грец. συστημένοι);
3. ієреї (грец. ιερείς);
4. пастирі (грец. ποιμένες).

До першої й другої групи входив простий люд, неграмотні з народу, до третьої й четвертої відносили освічених осіб із певним суспільним становищем. 1818 року, коли центр організації перенесли до Стамбулу, створили додаткові класи: для військовиків — «присвячені» і «начальники присвячених», а також для засновників «Філікі Етерія» — «архіпастирі», або «Невидима влада» (грец. Αόρατος Αρχή), склад якої тримали в суворій таємниці від членів організації.
До початку 1817 року товариство залишалось малочисельним, оскільки вербування у самій Греції розпочалось напередодні повстання. На початковому етапі, коли діяльність організації полягала переважно у вербовці нових, бажано впливових у суспільстві, членів товариства, цим займалась група «ієреїв». Напередодні повстання 1818 року заснували клас «апостолів», які відповідали за вербування нових членів, збір коштів, підготовку зброї й іншого військового спорядження.